# توكيد نيتشه
توكيد نيتشه هو مفهوم حدد علميًا في فلسفة فريدريك نيتشه. أحد الأمثلة المستخدمة لوصف هذا المفهوم هو جزء من كتاب إرادة القوة لنيتشه: